# Phyllophaga bottimeri
Phyllophaga bottimeri är en skalbaggsart som beskrevs av Henry J. Reinhard 1950. Phyllophaga bottimeri ingår i släktet Phyllophaga och familjen Melolonthidae. Inga underarter finns listade i Catalogue of Life.